# Boreotrophon disparilis
Boreotrophon disparilis är en snäckart som först beskrevs av Dall 1891.  Boreotrophon disparilis ingår i släktet Boreotrophon och familjen purpursnäckor. Inga underarter finns listade i Catalogue of Life.